# The 'Diamond S' Ranch

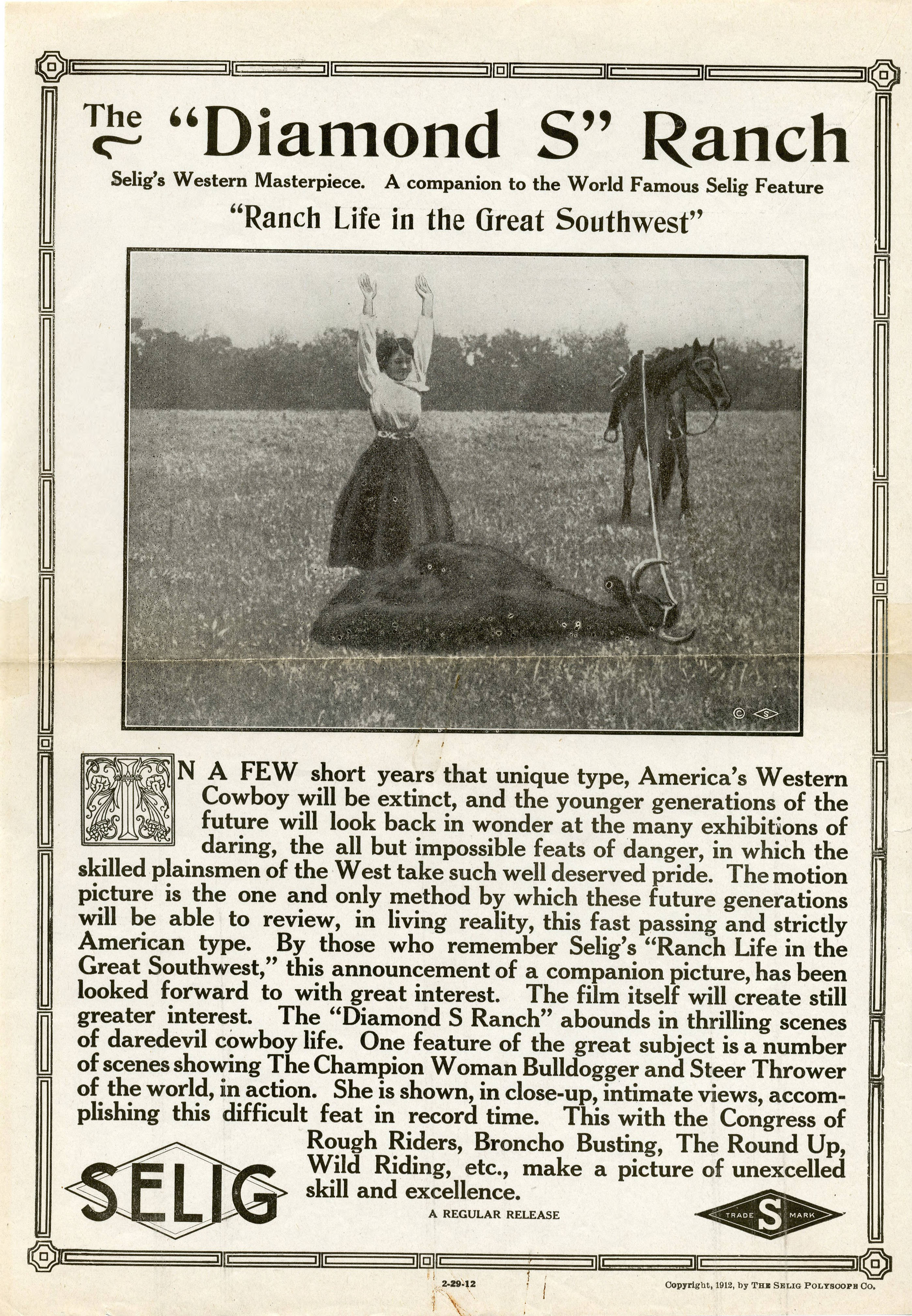
Flyer du film

The 'Diamond S' Ranch est un film muet américain réalisé par Otis Thayer et sorti en 1912.

## Fiche technique
- Réalisation : Otis Thayer
- Producteur :  William Selig
- Société de production : Selig Polyscope Company
- Société de distribution : Selig Polyscope Company
- Pays d'origine :  États-Unis
- Langue : film muet avec les intertitres en anglais
- Format : Noir et blanc — 35 mm — 1,33:1 — Muet
- Genre : Film dramatique
- Durée : 10 minutes
- Dates de sortie : 
  -  États-Unis :29 février 1912

## Distribution
- Tom Mix
- Frank Maish
- Olive Mix